# یواس‌اس آرکانزاس (۱۸۶۳)
یواس‌اس آرکانزاس (۱۸۶۳) (به انگلیسی: USS Arkansas (1863)) یک کشتی بود که طول آن ۱۹۱ فوت (۵۸ متر) بود. این کشتی در سال ۱۸۶۳ ساخته شد.